# Municipio de Little Mackinaw
El municipio de Little Mackinaw (en inglés: Little Mackinaw Township) es un municipio ubicado en el condado de Tazewell en el estado estadounidense de Illinois. En el año 2010 tenía una población de 1575 habitantes y una densidad poblacional de 16,71 personas por km².

## Geografía
Según la Oficina del Censo de los Estados Unidos, el municipio tiene una superficie total de 94.26 km², de la cual 94.23 km² corresponden a tierra firme y (0.03%) 0.03 km² es agua.

## Demografía
Según el censo de 2010, había 1575 personas residiendo en el municipio de Little Mackinaw. La densidad de población era de 16,71 hab./km². De los 1575 habitantes, el municipio de Little Mackinaw estaba compuesto por el 97.97% blancos, el 0.51% eran afroamericanos, el 0.25% eran amerindios, el 0.38% eran asiáticos, el 0.06% eran isleños del Pacífico, el 0.06% eran de otras razas y el 0.76% pertenecían a dos o más razas. Del total de la población el 1.21% eran hispanos o latinos de cualquier raza.